# Daniel Schönpflug
Daniel Schönpflug (né le 29 juillet 1969 à Bochum) est un historien allemand. Depuis 2016, il est professeur d'histoire à l'Université libre de Berlin et, depuis 2015, coordinateur scientifique du Collège scientifique de Berlin. Son domaine de travail est l'histoire européenne du XVIIIe au XXe siècle.

## Carrière
En 1988, Schönpflug passe son Abitur au lycée Lilienthal de Berlin-Lichterfelde. L'année suivante, il commence des études d'histoire et d'allemand à l'Université libre de Berlin (1989-1994), qu'il poursuit de 1991 à 1992 à l'Université Paul-Valéry de Montpellier et en 1995 à l'Université technique de Berlin avec un master diplôme obtenu sur la thèse Weg in die Terreur. Radikalisierung und Konflikte im Straßburger Jakobinerclub, Daniel Schönpflug obtient son doctorat à l'Université technique de Berlin en décembre 1999. Les travaux sont supervisés par Volker Hunecke ; Étienne François est le deuxième relecteur. Dans sa thèse d'habilitation, l'historien traite de l'histoire de la Prusse : Die Heiraten der Hohenzollern. Verwandtschaft, Politik und Ritual im europäischen Kontext 1648–1918. La procédure d'habilitation s'achève en 2009 à l'Université libre de Berlin.
De 1997 à 2001, Daniel Schönpflug travaille au Département d'histoire de l'Europe-Occidentale à l'Institut Friedrich-Meinecke (de) de l'Université libre de Berlin à la Chaire d'histoire de l'Europe-Occidentale. Il s'ensuit une assistance scientifique à la même chaire (2001-2008). De 2008 à 2015, Schönpflug est directeur adjoint du Centre Marc-Bloch à Berlin. Au semestre d'hiver 2010/11, il prend également la vice-présidence pour l'histoire européenne du XIXe siècle à l'Université Humboldt de Berlin. Depuis 2015, il travaille comme coordinateur scientifique du Collège scientifique de Berlin.
De 2012 à 2017, Daniel Schönpflug est co-coordinateur du projet de recherche franco-allemand Saisir l´Europe – Europa als Herausforderung, dans le cadre duquel il dirige le groupe de travail Urbane Gewalträume avec Falk Bretschneider. Depuis 2015, il est membre du comité consultatif scientifique du Centre d'études interdisciplinaires sur L'Allemagne à Paris et depuis 2017, il est membre du comité consultatif du projet Luxury, Fashion and Social Status in Early Modern South-Eastern Europe du Conseil européen de la recherche, qui est basé au New Europe College situé à Bucarest. Par ailleurs, depuis 2002, il est membre du comité de lecture de la revue La Révolution française (depuis 2002) et membre du comité de rédaction de la revue d'histoire des idées depuis 2018.

### Bourses et récompenses
L'engagement de Daniel Schönpflug dans les relations académiques franco-allemandes lui vaut le prestigieux prix Gay-Lussac Humboldt en 2010 , qui est décerné par la Fondation Humboldt et le ministère de l'Éducation nationale, de l'enseignement Supérieur et de la recherche en France.
Il est conférencier invité à l'Institut d'Histoire de la Révolution française de la Sorbonne à Paris (2003/2004), reçoit une bourse John F. Kennedy Memorial Stipendium au centre Minda de Gunzburg des études européennes de l'Université Harvard dans le Massachusetts / USA (2004/2005) et est boursière multiple aux Instituts historiques allemands de Paris et de Londres.

## Communication scientifique
En 2010, le premier ouvrage de Daniel Schönpflug destiné à un large public est publié : Luise von Prussia. Königin der Herzen. Dans la biographie, il dessine une nouvelle image de la reine, décédée à 34 ans. L'historien australien Christopher Clark écrit dans le ZEIT : "La reine Louise de Prusse était très différente de ce qu'on prétend souvent. (. . . ) Comme l'explique l'historien berlinois Daniel Schönpflug dans sa biographie élégante et intelligente de la reine, elle était une actrice sur la scène du pouvoir. ». Pour le documentaire scénique Luise. Königin der Herzen, diffusé pour la première fois sur Arte en 2009, dont il écrit le scénario avec le réalisateur Georg Schiemann. En 2011, il écrit un article complet sur la reine prussienne pour le magazine Spiegel Geschichte (de) intitulé Luise von Preußen – eine politische Königin.
Daniel Schönpflug écrit deux autres scénarios : Sur le scénario du documentaire Die Macht der Leidenschaft. Karl August Fürst von Hardenberg  il travaille avec le réalisateur Gordian Maugg. Le film est produit par LOOKSfilm pour Arte et NDR et est diffusé pour la première fois en 2011. 2013 succède à 1913: der letzte Tanz des Kaisers  (co-auteur : Henning Holsten) pour NDR et Das Erste. Le film dépeint l'Europe à la veille de la Première Guerre mondiale. À l'occasion du mariage de sa fille Victoria-Louise, l'empereur Guillaume II invite la noblesse européenne à Berlin, y compris ses cousins, le roi britannique George V et le tsar russe Nicolas II.
À l'automne 2017, Daniel Schönpflug publie Kometenjahre. 1918: Die Welt im Aufbruch chez S. Fischer Verlag sur la fin de la Première Guerre mondiale et les années de bouleversements qui suivent. À travers les lignes de vie de ses protagonistes, Daniel Schönpflug décrit la lutte pour l'avenir qui commence avec la fin de la guerre en novembre 1918. Kometenjahre est la partie littéraire du projet multimédia 18 – Clash of Futures sous la direction du producteur de Leipzig Gunnar Dedio (LOOKSfilm), qui comprend la série dramatique documentaire en huit épisodes Krieg der Träume de Jan Peter et Frédéric Goupil (de), qui est diffusé à l'automne 2018 sur Arte et dans Das Erste pour la première fois, ainsi que la pièce du même nom du théâtre d'État de Salzbourg (première mondiale le 4 février 2018), une série radiophonique en quatre parties (dirigée par SWR2), plusieurs expositions à travers l'Europe et un projet en ligne. Daniel Schönpflug travaille comme consultant historique dans le développement de la série télévisée.
Depuis 2005, il participe à plusieurs documentaires et séries documentaires de sociétés de production telles que LOOKSfilm et de chaînes de télévision telles que Arte, Das Erste et ZDF en tant qu'expert et partenaire d'interview.
Il est à la fois consultant et co-auteur du scénario du documentaire en quatre parties Napoleon und die Deutschen sur l'ascension et la chute de l'empereur français pour MDR, WDR et Arte (2006). En tant qu'interviewé, il est dans la série documentaire scénique Frauen, die Geschichte machten, une production pour Arte et ZDF, dont la première diffusion a lieu en décembre 2013. Toujours en décembre 2013, Daniel Schönpflug est partenaire d'interview dans la série documentaire en dix épisodes Geliebte Feinde – Die Deutschen und die Franzosen avec Annette Frier et Antonia de Rendinger chez Arte. La série est nommée pour le prix de la télévision allemande (de) en 2014 (catégorie : meilleur documentaire en plusieurs parties). Cela est suivi par les quatre parties Arte Paris – Berlin. Nachbarschaftsgeschichten  de Frédéric Wilner (2015), les dix parties Ach, Europa! (2017) pour Arte et ZDF - également avec Annette Frier et Antonia de Rendinger - et en octobre 2017 Napoleons deutscher 007: Karl Ludwig Schulmeister  (Arte).

## Publications

### Monographies
- Der Weg in die Terreur. Radikalisierung und Konflikte im Straßburger Jakobinerclub 1790–1795, R. Oldenbourg (de), München 2002,  (ISBN 978-3-486565881)
- Luise von Preußen. Königin der Herzen, C. H. Beck Verlag, München 2010,  (ISBN 978-3-406-61664-8).
- Die Heiraten der Hohenzollern. Verwandtschaft, Politik und Ritual in Europa 1640–1918 (= Kritische Studien zur Geschichtswissenschaft (de), Band 207), Vandenhoeck & Ruprecht, Göttingen 2013,  (ISBN 978-3-525-37030-8).
- Kometenjahre. 1918. Die Welt im Aufbruch, S. Fischer Verlage, Frankfurt 2017,  (ISBN 978-3-10-002439-8) (Übersetzungen: Englisch, Französisch, Italienisch, Portugiesisch, Holländisch, Dänisch, Schwedisch, Russisch, Chinesisch, Koreanisch).

### Rédactions
- avec Jürgen Voss: Révolutionnaires et Emigrés. Migration und Transfer zwischen Frankreich und Deutschland 1789–1806, Jan Thorbecke Verlag (de), Stuttgart 2002,  (ISBN 978-3-7995-7450-1).
- avec Gisela Bock: Friedrich Meinecke in seiner Zeit. Studien zu Leben und Werk, Franz Steiner Verlag, Berlin 2006,  (ISBN 978-3-515-08962-3).
- avec Martin Aust (de): Vom Gegner lernen. Feindschaften und Kulturtransfer im Europa des 19. und 20. Jahrhunderts, Campus-Verlag (de), Frankfurt am Main 2007,  (ISBN 978-359338442-9).
- avec Martin Schulze Wessel (de): Redefining the Sacred. Religion in the French and Russian Revolutions, Peter Lang, Berlin 2012,  (ISBN 978-3-631-57218-4).
- avec Felix Heidenreich: Politische Kommunikation. Von der klassischen Rhetorik bis zur Mediendemokratie, LIT Verlag (de), Münster 2012,  (ISBN 978-3-643-11742-7).
- avec Oliver Janz (de): Gender History in a Transnational Perspective, Berghahn Books, New York 2014,  (ISBN 978-1-78238-274-4).
- avec Fabien Jobard: Politische Gewalt im urbanen Raum, de Gruyter, Berlin 2019,  (ISBN 978-3-11-065361-8).